# 范波
范波（1969年10月—），湖北洪湖人，汉族，中国共产党党员。中华人民共和国政治人物、第十三届全国人民代表大会四川地区代表。

## 简历
2018年2月24日，当选为第十三届全国人大代表。
2020年1月，任中共自贡市委书记。
2022年7月，任山东省人民政府副省长。
2024年4月，任中共山東省委常委、省委秘书长。